# (33400) Laurapierson
1999 CJ59 (asteroide 33400) é um asteroide da cintura principal. Possui uma excentricidade de 0.06281070 e uma inclinação de 7.44561º.
Este asteroide foi descoberto no dia 10 de fevereiro de 1999 por LINEAR em Socorro.